# Симиан Йотов
Симиан (Симиян) Спасев Волчев Йотов е български революционер, деец на Вътрешната македоно-одринска революционна организация.

## Биография
Роден е в 1866 година в Битоля, тогава в Османската империя. Включва се дейно в националноосвободителни борби на българите в Македония и в 1898 година влиза във ВМОРО, заклет от Даме Груев. Първоначално е работник, а след това става десетар и член на Околийския революционен комитет. Взима дейно участие в подготовката на Илинденско-Преображенското въстание, като след въстанието продължава да действа като околийски ръководител. Затворен е от османските власти и е осъден на 15 години, но е освободен след всеобщата политическа амнистия след Хуриета. След като родният му край попада в Сърбия след Междусъюзническата война в 1913 година, Йотов е затворен от новия сръбски режим за 3 години и е изтезаван за пробългарската си дейност.
На 4 март 1943 година, като жител на Битоля, подава молба за народна пенсия, която е одобрена и отпусната от Министерския съвет на Царство България.